# Pachycheles riisei
Pachycheles riisei is een tienpotigensoort uit de familie van de Porcellanidae. De wetenschappelijke naam van de soort is voor het eerst geldig gepubliceerd in 1859 door Stimpson.